# I-183 (tàu ngầm Nhật)
I-183 (nguyên mang tên I-83) là một tàu ngầm tuần dương  Lớp Kaidai thuộc phân lớp Kaidai VII, nhập biên chế cùng Hải quân Đế quốc Nhật Bản vào năm 1943. Nó đã hoạt động trong Chiến tranh Thế giới thứ hai, và bị tàu ngầm USS Pogy đánh chìm ngoài khơi Honshū vào ngày 29 tháng 4, 1944.

## Thiết kế và chế tạo

### Thiết kế
Phân lớp tàu ngầm Kaidai VII là phiên bản tàu ngầm tấn công tầm trung được phát triển dựa trên phân lớp Kaidai VI. Chúng có trọng lượng choán nước 1.862 tấn (1.833 tấn Anh) khi nổi và 2.648 tấn (2.606 tấn Anh) khi lặn, lườn tàu có chiều dài 105,5 m (346 ft 2 in), mạn tàu rộng 8,25 m (27 ft 1 in) và mớn nước sâu 4,6 m (15 ft 1 in). Con tàu có thể lặn sâu 80 m (262 ft) và có một thủy thủ đoàn đầy đủ bao gồm 86 sĩ quan và thủy thủ.
Chiếc tàu ngầm trang bị hai động cơ diesel Kampon Mk.1A Model 8 hai thì công suất 4.000 mã lực phanh (2.983 kW), mỗi chiếc vận hành một trục chân vịt. Khi lặn, mỗi trục được vận hành bởi một động cơ điện 900 mã lực (671 kW).Con tàu có thể đạt tốc độ tối đa 23 hải lý trên giờ (43 km/h; 26 mph) khi nổi và 8 hải lý trên giờ (15 km/h; 9,2 mph) khi lặn. Khi Kaidai VII di chuyển trên mặt nước nó đạt tầm xa hoạt động 8.000 hải lý (15.000 km; 9.200 mi) ở tốc độ 16 hải lý trên giờ (30 km/h; 18 mph), và có thể lặn xa 50 nmi (93 km; 58 mi) ở tốc độ 5 hải lý trên giờ (9,3 km/h; 5,8 mph).
Lớp Kaidai VII có sáu ống phóng ngư lôi 53,3 cm (21,0 in), tất cả đều được bố trí trước mũi, và mang tổng cộng 12 ngư lôi. Vũ khi trên boong tàu thoạt tiên dự định bao gồm hai khẩu pháo phòng không 25 mm (1,0 in) Kiểu 96 nòng đôi, nhưng sau đó một hải pháo 12 cm (4,7 in) chống hạm thay chỗ cho một khẩu đội 25mm.

### Chế tạo
Tàu ngầm số 157 được đặt hàng trong khuôn khổ Chương trình Vũ trang Hải quân Bổ sung thứ tư năm 1939, nhưng nó chỉ được đặt lườn tại xưởng tàu của hãng Kawasaki Dockyard Company ở Kobe vào ngày 26 tháng 12, 1941. Nó được đổi tên thành I-83, rồi thành I-183 vào ngày 20 tháng 5, 1942 trước khi được hạ thủy vào ngày 21 tháng 1, 1943, và nhập biên chế cùng Hải quân Đế quốc Nhật Bản vào ngày 3 tháng 10, 1943.

## Lịch sử hoạt động

### 1943
Vào lúc nhập biên chế, I-183 được phối thuộc cùng Quân khu Hải quân Sasebo. Nó được điều về Hải đội Tàu ngầm 11 vào ngày 3 tháng 10, 1943, trực thuộc Đệ Nhất hạm đội, một bộ phận của Hạm đội Liên hợp. Nó khởi hành từ Kobe vào ngày 5 tháng 10 để chạy thử máy trong vịnh Hiroshima và trong biển nội địa Seto.
Lúc 10 giờ 40 phút ngày 6 tháng 10, I-183 tiến hành lặn thử nghiệm tại vùng biển vịnh Hiroshima về phía Tây Etajima. Trong khi thực hành, một thủy thủ đã quên đóng van hút khí chính, khiến phòng động cơ bị ngập nước. Thủy thủ đoàn của I-183 nỗ lực bơm nước khẩn cấp ra khỏi thùng dằn chính để làm nổi tàu, nhưng phần đuôi tàu đã chìm xuống tận đáy vịnh, và con tàu đắm với mũi tàu còn nhô lên mặt nước. Đại úy Hải quân Yoshio Hirobe sĩ quan phòng máy đã kịp thời đóng cửa kín nước ngăn cách với khoang thủy thủ, nên giới hạn được việc ngập nước chỉ ở phòng động cơ diesel và phòng động cơ điện, nhưng ông cùng 15 thủy thủ bị cô lập ở phía đuôi tàu. Phần lớn thủy thủ đoàn của I-183 thoát được qua ống phóng ngư lôi phía mũi, và được ngư dân địa phương cứu vớt.
Các nỗ lực cứu hộ bắt đầu lúc 20 giờ 00 ngày 6 tháng 10, sau khi một cần cẩu nổi và thợ lặn từ Xưởng vũ khí Hải quân Kure tại Kure đi đến hiện trường, dưới sự chỉ đạo trực tiếp của Tư lệnh Hải đội Tàu ngầm 11, Chuẩn đô đốc Hầu tước Tadashige Daigo. I-183 nổi trở lại được lúc 14 giờ 00 ngày 7 tháng 10, nhưng đến lúc đó 16 người bị mắc kẹt lại ở phía đuôi tàu đã tử nạn. Trong khi I-183 được sửa chữa, Hải đội Tàu ngầm 11 được điều sang Đệ Lục hạm đội, một bộ phận của Hạm đội Liên hợp, vào ngày 25 tháng 11.

### 1944
Sau khi việc sửa chữa hoàn tất vào tháng 1, 1944, I-183 tiến hành chạy thử máy. Khi phía Nhật Bản phát hiện một lực lượng đặc nhiệm Đồng Minh đang hướng đến vào ngày 27 tháng 3, I-183 cùng với các tàu ngầm I-44, I-47, Ro-116 và Ro-117 được lệnh tuần tra tại Thái Bình Dương về phía Đông Palau. I-183 cùng với I-44 lên đường vào ngày 31 tháng 3 để đi sang khu vực tuần tra được chỉ định, nhưng I-183 gặp trục trặc kỹ thuật, và buộc phải quay trở lại, đi đến Kure vào ngày 6 tháng 4 để được sửa chữa.
Vào thời gian này, I-183 được điều về Hải đội Tàu ngầm 22, và tiếp tục trực thuộc Đệ Lục hạm đội vào ngày 28 tháng 4. Nó rời Kure cùng vào ngày này để hướng sang Saipan thuộc quần đảo Mariana, để tiếp tục đi đến căn cứ Truk thuộc quần đảo Caroline.

#### Bị mất
Vào chiều tối ngày 28 tháng 4, I-183 đi ra khỏi eo biển Bungo và đang di chuyển zig-zag trên mặt nước với tốc độ 17 kn (31 km/h), khi nó bị tàu ngầm Hoa Kỳ USS Pogy (SS-266) phát hiện qua radar lúc 21 giờ 21 phút. Pogy đuổi theo hết tốc độ, và đến 00 giờ 34 phút ngày 29 tháng 4 đã rút ngắn khoảng cách còn 1.300 yd (1.200 m), tại vị trí 30 nmi (56 km) về phía Nam mũi Ashizuri, điểm cực Nam của đảo Shikoku. Pogy phóng bốn quả ngư lôi Mark 23 được cài đặt ở độ sâu 6 ft (1,8 m). Quả ngư lôi thứ hai đánh trúng I-183 lúc 00 giờ 36 phút, khiến mục tiêu đắm chỉ trong vòng 40 giây tại tọa độ 32°07′B 133°03′Đ / 32,117°B 133,05°Đ. Thủy thủ trên Pogy nghe thấy bốn hoặc năm vụ nổ thứ phát lúc 00 giờ 39 phút, rồi đến 00 giờ 42 phút, Pogy băng qua một vệt dầu loang lớn nặng mùi xăng máy bay mới với chỉ số Octan 100.
Vào ngày 28 tháng 5, 1944, Hải quân Đế quốc Nhật Bản công bố I-183 bị mất với tổn thất nhân mạng toàn bộ 92 người trên tàu, tại khu vực ngoài khơi Honshū. Tên nó được cho rút khỏi danh sách đăng bạ hải quân vào ngày 10 tháng 8, 1944.